# Stadtarchiv Schwäbisch Gmünd
Das Stadtarchiv Schwäbisch Gmünd ist das Archiv der Stadt Schwäbisch Gmünd in Baden-Württemberg. Es gilt als das älteste bestehende Amt der Stadt.

## Archivgeschichte

### Bis 1928
Die erste Erwähnung ist mit dem Stadtschreiber Berthold 1337 belegt, Urkunden liegen jedoch schon aus dem ausgehenden 13. Jahrhundert vor. Der Posten des Gmünder Stadtschreibers war, wie aus dem Eidbuch von 1468 hervorgeht, auch mit der Aufgabe versehen, mit den Stettmeistern der Stadt die städtischen Wahlen durchzuführen. Bis Anfang des 17. Jahrhunderts war die hochdotierte Stellung mit dem Posten des Verwaltungschefs und Kanzleivorstandes sowie Juristen und Archivar verbunden.
Von 1725 bis 1739 wurde das Archiv durch Johann Jakob Dudeum neu organisiert. Das Archiv der Stadt befand sich zu dieser Zeit an zwei Orten. Die städtischen Registraturen wurden im Alten Rathaus gelagert, das Restarchiv in der Grät. Durch den Reichsdeputationshauptschluss fiel das Archiv in den Zuständigkeitsbereich der württembergischen Landvogteiarchivare. Um das Gmünder Stadtarchiv vor der Eingliederung in das Staatsarchiv zu bewahren, wurde es durch die Stadt sortiert. 1825 bis 1827 wurden dennoch erste Archivgüter in das Hauptstaatsarchiv Stuttgart verbracht.
Im 19. Jahrhundert ab 1828 wurden Dokumente aus dem 14., 15. und 16. Jahrhundert vernichtet, darunter wertvolle Ratsprotokolle. 1861 wurde erneut versucht das dezimierte Archiv zu sortieren. Größeres Interesse kam jedoch erst gegen Ende des 19. Jahrhunderts auf. Einer der führenden Köpfe um die Bemühungen, das Archiv wieder aufzuarbeiten war Paul Wilhelm von Keppler, der in Stuttgart erreichen konnte, dass das Archiv erneut gesichtet und geordnet wurde. Am 5. Juli 1880 wurde das Archiv vom Archivrat Paul Friedrich von Stälin inspiziert. Stälin veranlasste, weitere vier Kisten Archivalien nach Stuttgart zu verbringen. Im Ersten Weltkrieg 1916 entging das Restarchiv nur knapp der Verwendung als Altpapier für die Kriegswirtschaft.

### Neuanfang 1930
Der Gmünder Bürger und spätere Stadtarchivar Albert Deibele fand 1928 im Prediger und im Rathaus Restbestände des alten Stadtarchivs. Er begann, die Bestände wieder zu sammeln. Ab 1930 wurde offiziell mit dem Wiederaufbau des Stadtarchivs begonnen. Einer Odyssee durch verschiedene Gmünder Gebäude gleich, lagerte das Archiv neben dem Prediger und Rathaus auch in der Fuggerei, bevor es schließlich an seiner heutigen Lagerstätte im Haus Augustinerstraße 3 am Münsterplatz angelangte.
Turbulent wurde es für das Archiv nochmals zur Zeit des Zweiten Weltkrieges und der Zeit des Nationalsozialismus. Stadtarchivar Deibele geriet aufgrund seiner Teilnahme am Fronleichnamszug und des weltanschaulichen Unterrichts seiner Kinder in die Kritik und wurde suspendiert. 1943 wurde das Archiv in den Salzstock in Kochendorf verbracht, wo es bis 1947 verblieb. Nach Albert Deibele übernahm als erster wissenschaftlicher Archivar Peter Scherer von 1970 bis 1973 das Amt des Stadtarchivars. Da der marxistisch geprägte Historiker nicht Fuß fassen konnte, war er nur kurz Archivleiter. Von 1975 bis 2012 übte Klaus Jürgen Herrmann das Amt des Stadtarchivars aus. Dank kontinuierlicher Aufbauarbeit werden heute (2019) im Stadtarchiv wieder rund 4000 laufende Meter Archiv- und Sammlungsgut, darunter 48.000 Bibliotheksmedien verwahrt. Von 2013 bis November 2016 leitete Barbara Hammes das Archiv. Der Schwäbisch Gmünder Gemeinderat wählte im März 2017 David Schnur zum Nachfolger. Er trat sein Amt im Mai 2018 an und wechselte zum April 2021 zum Landesarchiv Saarbrücken. Zum neuen Stadtarchivar wählte der Gemeinderat Niklas Konzen, der zuvor als Dozent an der Archivschule Marburg tätig war.

### Archivgebäude

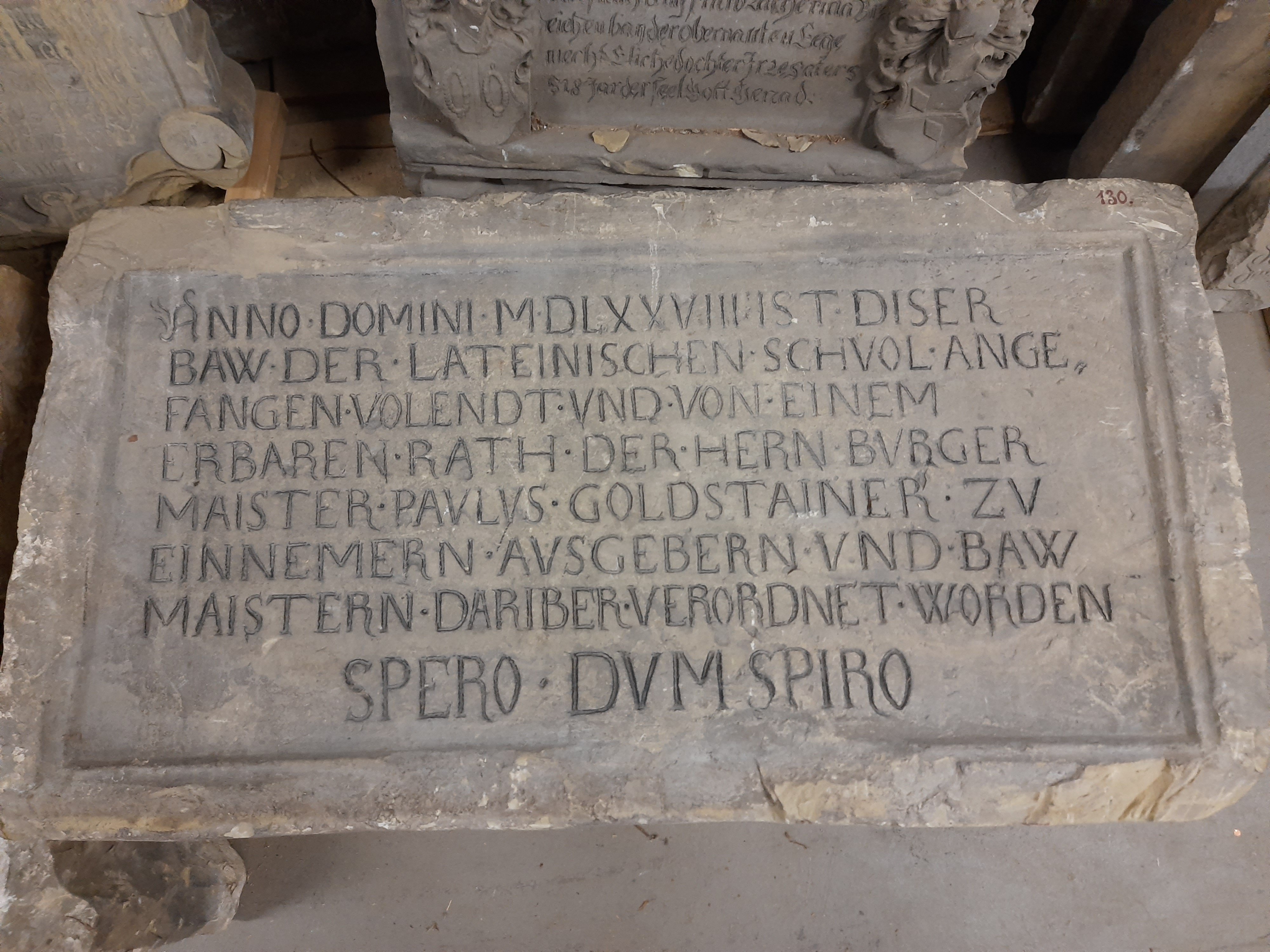
Grundstein des 1578 als städtische Lateinschule errichteten Gebäudes

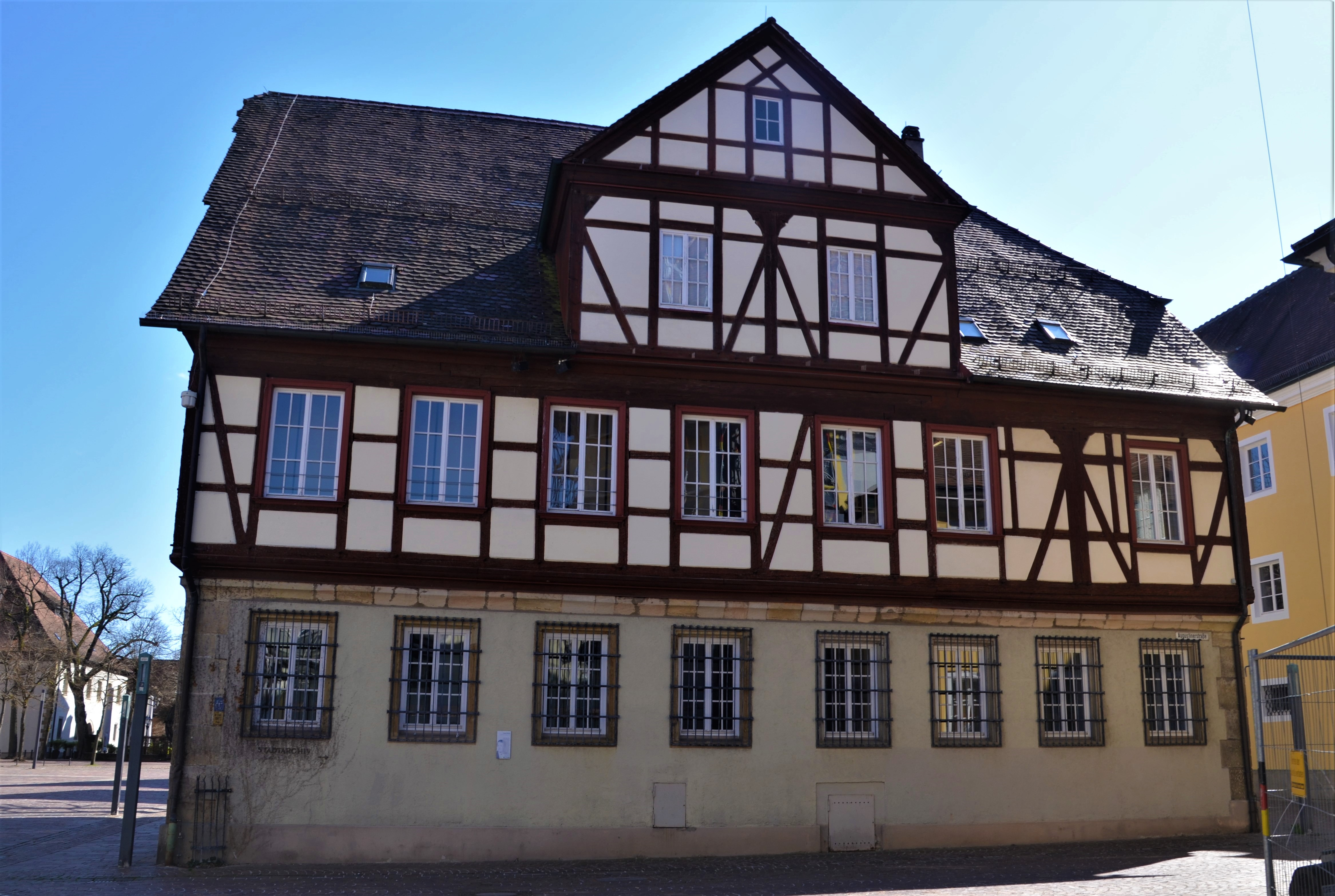
Stadtarchiv von Norden im März 2020. Rechts ist das Gmünder Augustinerkloster zu sehen, links im Hintergrund die Gmünder Fuggerei.

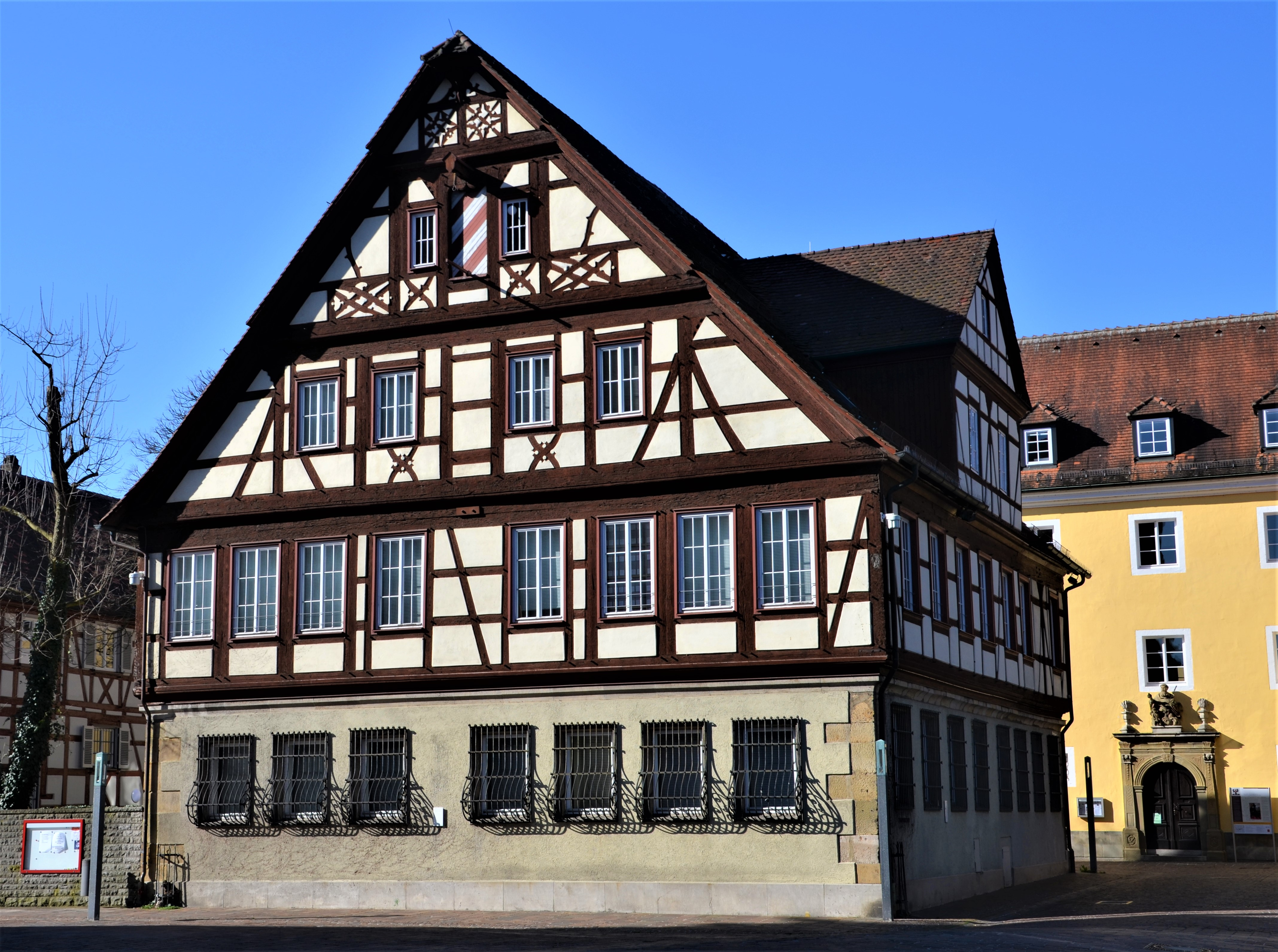
Stadtarchiv von Osten im März 2020. Rechts ist das Augustinerkloster zu sehen

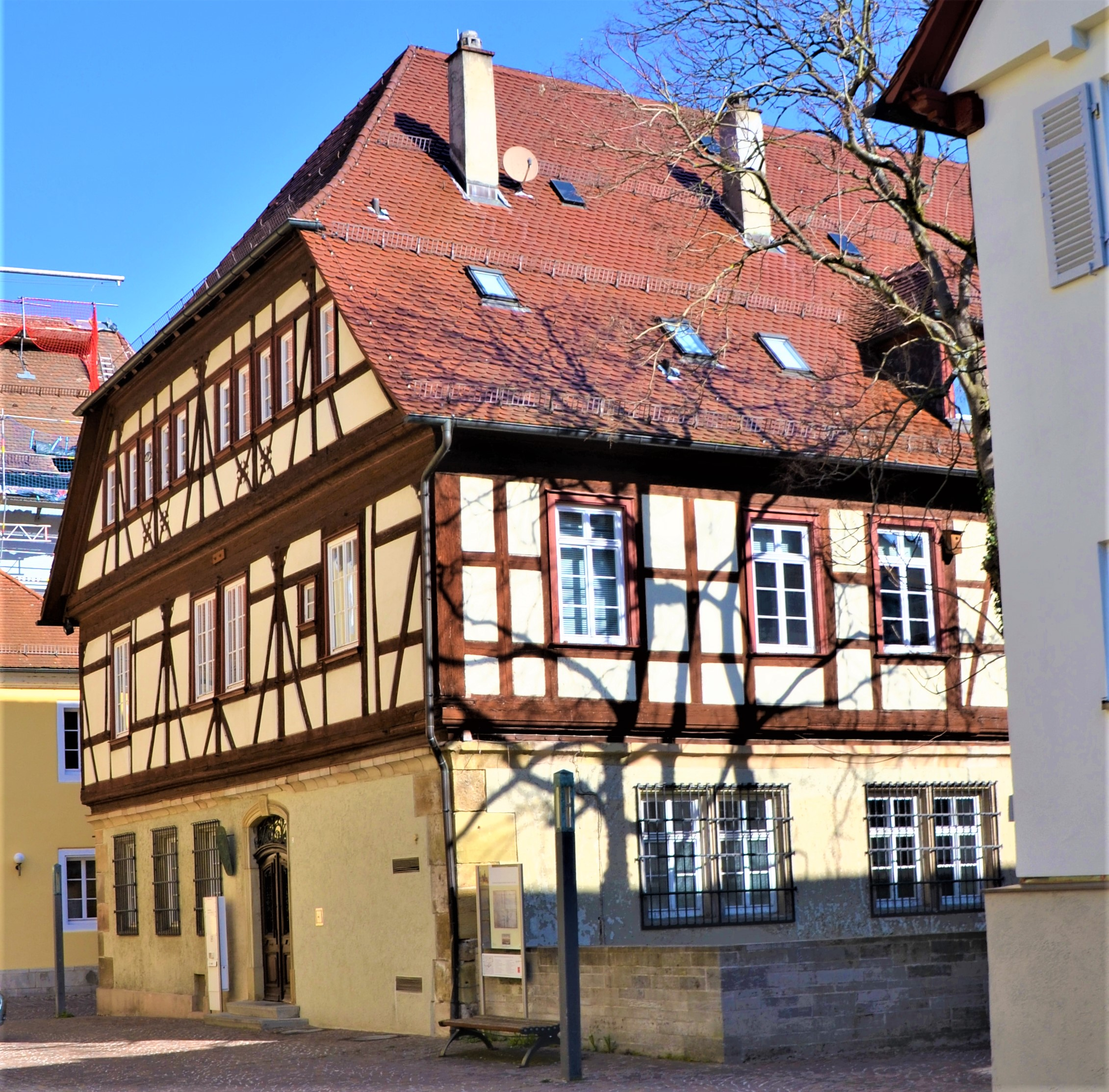
Stadtarchiv von Südwesten

Das Fachwerkhaus wurde 1578 als städtische Lateinschule zwischen Münsterplatz und Augustinerkloster unter dem Bürgermeister Paul Goldstainer errichtet. Der Grundstein wird im Stadtmuseum im Prediger aufbewahrt. Von 1803 bis 1932 beherbergte das Gebäude die Stadtschreiberei, von 1832 bis 1881 war es evangelische Volksschule. 1891 wurde es zum Evangelischen Vereinshaus umgebaut. Zunächst 1940 von der Evangelischen Kirche zum Abbruch erworben, sprach die Stadtverwaltung das Gebäude dem dort seit 1939 ansässigen Archiv zu. Seit 1955 wird das Gebäude nur noch als Archiv verwendet.
Instandsetzungen wurden 1950, 1962, 1981 sowie 1995/1996 vorgenommen. Im Archiv sind mehrere Ölgemälde erhalten, so unter anderem ein Bürgermeisterbildnis von Johann Georg Strobel gemalt, sowie Porträts von Mitgliedern des Adelsgeschlechtes Beroldingen.
Darüber hinaus werden aufgrund erschöpfter Magazinreserven seit den 1990er Jahren verschiedene Notmagazine genutzt. Zwei Notmagazine befinden sich fußläufig am Münsterplatz und ein drittes außerhalb in der Buchstraße (ehemalige Bismarckkaserne). In diesen Notmagazinen sind rund ein Viertel aller Bestände auf etwa 1.000 laufenden Regalmetern untergebracht.

## Archivbestände
Die Bestände des Stadtarchivs gliedern sich wie folgt:
A-Bestände
Städtische Unterlagen: Historisches Archiv des Hospitals zum Heiligen Geist (A01), Restüberlieferung des Archivs der Reichsstadt Schwäbisch Gmünd (A02), Inventuren und Teilungen (A03), Güterhefte und Kaufbücher (A04), Hauptregistratur der Stadtverwaltung (A07), Genealogische Sammlung (A08), Personalakten (A10), Gemeinderatsprotokolle (A11), Einwohnermeldekarteien (A12), Personenstandsregister (A13) sowie zumeist modernere Aktenüberlieferungen zu den städtischen Ämtern (A14 bis A29).
B-Bestände
Nichtstädtische Unterlagen: Gräflich-Beroldingisches Archiv zu Horn (B01), Ortsarchive der später eingemeindeten Ortsteile (B02) und einzelner Umlandgemeinden (B03), Stenografenverein Schwäbisch Gmünd 1892 e. V. (B06) und Altersgenossenvereine (AGV) (B10).
C-Bestände
Sammlungen: Chroniken zur städtischen Geschichte (C01), umfangreiche Sammlung von Tageszeitungen aus Schwäbisch Gmünd und der näheren Umgebung (C03), Plakate (C07) sowie Musikalien (C09) mit Teilnachlass von Richard Rosenberg.
D-Bestände
Nachlässe: (Teil-)Nachlässe von Rudolf Weser (D03), Emil Rudolph (D04), Walter Klein (D06), Franz Konrad (D09), Adolf Kern (D10), Albert Deibele (D11), Hermann Erhard (D15), Anton Nägele (D19) und August Gerlach (D31).
E-Bestände
Audio-visuelle Unterlagen: Grafische Sammlung mit rd. 3.500 Grafiken, Aquarellen, Zeichnungen, Radierungen und großformatigen historischen Fotografien (E04), die Nachlässe der Gmünder Fotografen Josef Seitz (E10), Carl Jaeger (E11) und Karl-Otto Lang (E06) sowie eine umfangreiche Sammlung historischer Ansichtskarten.
F-Bestände
Bibliotheksbestände: Präsenzbibliothek im Lesesaal (F01), sog. Alte Archivbibliothek (F02), Kapitelsbibliothek (F04, Depositum) und Manuskripte (F07).
G-Bestände
Reprografien: Pertinenzsammlung von Kopien zu auswärts überlieferten Quellen zur städtischen Geschichte, vielfach mit Regesten und Transkriptionen versehen.

## Publikationen

### Veröffentlichungen des Stadtarchivs Schwäbisch Gmünd
In der Reihe Veröffentlichungen des Stadtarchivs Schwäbisch Gmünd sind bisher folgende 16 Bände erschienen:
1. Hans-Helmut Dieterich: Rechtsstellung und Rechtstätigkeit der Schwäbisch Gmünder Klöster bis zum Dreißigjährigen Krieg. Einhorn-Verlag, Schwäbisch Gmünd 1977, DNB 1175927252 (Internet Archive).
2. Agnes Banholzer: Maria-Kahle-Schule 1877–1977. Einhorn-Verlag, Schwäbisch Gmünd 1978, DNB 861183452.
3. Gerd Noetzel: Die öffentliche Wasserversorgung Schwäbisch Gmünd im 19. Jahrhundert. Einhorn-Verlag, Schwäbisch Gmünd 1979, DNB 1175927309.
4. Ernst Lämmle: Die Gmünder Juden – Wege und Schicksale 1861–1945. Einhorn-Verlag, Schwäbisch Gmünd 1979, ISBN 3-921703-25-5.
5. Hartmut Beck: Schwäbisch Gmünd als Industriestandort – ein exemplarischer Überblick. Einhorn-Verlag, Schwäbisch Gmünd 1982, ISBN 3-921703-42-5.
6. Hans Jürgen Jüngling: Reichsstädtische Herrschaft und bäuerlicher Protest – der Konflikt zwischen der Reichsstadt Schwäbisch Gmünd und ihrem Landgebiet (1775–1792). Einhorn-Verlag, Schwäbisch Gmünd 1989.
7. Heike Krause-Schmidt: Männlich weiter – Gmünder Frauen und die Revolution 1848. Einhorn-Verlag, Schwäbisch Gmünd 1999, ISBN 3-927654-72-8.
8. Heinz-Dieter Heiss: Vom Leprosenspital zum Krankenhaus- aus der Geschichte des Schwäbisch Gmünder Krankenhauses. Einhorn-Verlag, Schwäbisch Gmünd 2000, ISBN 3-927654-78-7.
9. Ulrich Müller: Vom Musketier zum GI – Geschichte der Gmünder Garnison. Einhorn-Verlag, Schwäbisch Gmünd 2003, ISBN 3-927654-98-1.
10. Bernd Kleinhans: Kinos in Gmünd 1897–1945. Einhorn-Verlag, Schwäbisch Gmünd 2005, ISBN 3-936373-20-5.
11. Heinz-Dieter Heiss: Das städtische Krankenhaus im Spital zum Heiligen Geist. Einhorn-Verlag, Schwäbisch Gmünd 2007, ISBN 978-3-936373-31-8.
12. Hans-Helmut Dieterich: "… wie erschröcklich gehet es in Gemündt zu!". Bürgerunruhen und Streitigkeiten mit den Untertanen in der Reichsstadt Gmünd zwischen 1648 und 1802. Einhorn-Verlag, Schwäbisch Gmünd 2007, ISBN 978-3-936373-36-3 (Internet Archive).
13. Gerd Noetzel: Obrigkeit und Bürger, politische Kräfte und Armutsprobleme in Gmünd, "Fabrikort" und Oberamtsstadt im Königreich Württemberg. Schwäbisch Gmünd 2015, ISBN 978-3-00-047462-0 (online) (online).
14. David Schnur (Hrsg.): Das Hospital zum Heiligen Geist in Schwäbisch Gmünd. Ausgewählte Quellen zur Geschichte des Hospitals vom Mittelalter bis in die Gegenwart. Mit Beiträgen von Hans-Helmut Dieterich, Hanspeter Johner und Dieter Rösch. Einhorn-Verlag, Schwäbisch Gmünd 2019, ISBN 978-3-95747-091-1.
15. Frederick Bacher: Oberbürgermeister Franz Konrad. Aspekte der Verwaltungsgeschichte der Stadt Schwäbisch Gmünd im Nationalsozialismus. Einhorn-Verlag, Schwäbisch Gmünd 2020, ISBN 978-3-95747-107-9.
16. David Schnur (Hrsg.): Jüdisches Leben in der Reichsstadt Schwäbisch Gmünd vom 13. bis ins 17. Jahrhundert. Einhorn-Verlag, Schwäbisch Gmünd 2021, ISBN 978-3-95747-114-7.
17. Ulrich Müller: Fremdarbeiter, Zwangsarbeiter und Displaced Persons in Schwäbisch Gmünd zwischen 1940 und 1950. Einhorn-Verlag, Schwäbisch Gmünd 2021, ISBN 978-3-95747-113-0.

### Gmünder Studien. Beiträge zur Stadtgeschichte
In der Reihe Gmünder Studien. Beiträge zur Stadtgeschichte (Einhorn-Verlag, ISSN 0170-6756) sind bisher folgende neun Bände erschienen:
1. Schwäbisch Gmünd 1976.
2. Schwäbisch Gmünd 1979.
3. Schwäbisch Gmünd 1989.
4. Schwäbisch Gmünd 1993.
5. Schwäbisch Gmünd 1997.
6. Schwäbisch Gmünd 2000.
7. Schwäbisch Gmünd 2005.
8. Schwäbisch Gmünd 2010.
9. Schwäbisch Gmünd 2018.

### Digitale Veröffentlichungen des Stadtarchivs Schwäbisch Gmünd
In der Reihe Digitale Veröffentlichungen des Stadtarchivs Schwäbisch Gmünd sind bisher folgende vier Bände erschienen:
1. Gerd Noetzel: Über Johannes Buhl (1804–1882) aus der Schwäbisch Gmünder Presse seiner Zeit, Schwäbisch Gmünd 2019 (online).
2. Gerd Noetzel: Einblicke in das zivile Schützenwesen in Schwäbisch Gmünd im 19. Jahrhundert, Schwäbisch Gmünd 2019 (online).
3. Gerd Noetzel: Seminaroberlehrer Professor Bernhard Kaißer (1834-1918). Aus der Gedankenwelt des Gmünder katholischen Volksschulpädagogen, Schwäbisch Gmünd 2020 (online).
4. Marit Schillinger: Yvonne Pagniez – Unerschöpflicher Mut zum Friedenskampf?, Schwäbisch Gmünd 2020 (online).